# Nursery Cryme
| 전문가 평가                   | 전문가 평가 |
| 평가 점수                     | 평가 점수   |
| 출처                          | 점수        |
| ----------------------------- | ----------- |
| AllMusic                      | [ 2 ]       |
| Christgau's Record Guide      | C–          |
| Encyclopedia of Popular Music | [ 4 ]       |
| The Great Rock Discography    | 8/10        |
| Music Story                   | [ 4 ]       |
| MusicHound Rock               | 3/5         |
| The Rolling Stone Album Guide | [ 5 ]       |

《Nursery Cryme》는 1971년 11월 12일, 카리스마 레코드에서 발매된 영국의 프로그레시브 록 밴드 제네시스의 세 번째 스튜디오 음반이다. 드러머 겸 보컬리스트인 필 콜린스와 기타리스트인 스티브 해킷이 참여하는 것은 이번이 처음이었다. 이 음반은 비평가들로부터 엇갈린 반응을 얻었고, 처음에는 상업적인 성공을 거두지 못했으며, 이 음반은 39위로 정점에 도달한 1974년이 되어서야 영국 차트에 진입했다. 그러나 이 음반은 유럽 대륙, 특히 이탈리아에서 성공을 거두었다. 약 39분 길이의 이 음반은 현재까지 밴드가 발표한 가장 짧은 스튜디오 음반이다.
콜린스와 해킷의 영입이 포함된 이전 음반 《Trespass》 (1970년)를 지원하기 위해 광범위한 투어를 한 후, 이 밴드는 이스트서식스주 럭스포드 하우스에서 후속곡들을 쓰고 리허설을 하기 시작했고, 트라이던트 스튜디오에서는 후속곡들을 녹음하기 시작했다. 《Nursery Cryme》는 밴드가 드럼을 상당히 향상시키면서 일부 노래의 보다 공격적인 방향을 취하는 것을 보았다. 오프닝작인 〈The Musical Box〉는 밴드의 트레이드마크인 12현 기타를 거친 전기 기타와 키보드와 결합시켰다. 빅토리안 브리튼을 배경으로 한 섬뜩한 동화인 이 노래는 음반 커버의 영감이 되었고, 계속해서 실황으로 인기를 끌었다. 콜린스는 대부분의 백 보컬(〈For Absent Friends〉에서 제네시스와 함께 한 첫 리드 보컬을 포함)을 커버하고 〈Harold The Barrel〉과 같은 트랙에서 유머를 불러일으켰다. 토니 뱅크스는 해킷의 제안으로 멜로트론을 더욱 두드러지게 사용하였고, 여러 트랙에서 그것을 두드러지게 사용했다.
이 밴드는 이 음반을 홍보하기 위해 영국과 유럽을 1년 동안 순회했으며, 이 음반은 두 지역에서 그들의 명성을 높였다. 이 투어에는 1972년 4월에 이탈리아 팀이 열성적인 관중들을 위해 연주한 성공적인 다리가 포함되어 있었다. 《Nursery Cryme》는 2013년 영국 축음기 협회에서 실버 인증을 받았다.

## 커버 아트
이 음반의 소매는 《Trespass》의 커버와 밴드의 다음 음반 《Foxtrot》의 커버를 디자인한 폴 화이트헤드에 의해 디자인되고 삽화가 그려졌다. 커버에는 크로켓 잔디가 깔려 있는 매너 하우스 〈The Musical Box〉와 콕스힐을 원작으로 한 캐릭터와 장면들이 묘사돼 있는데, 그 자체는 빅토리아 시대의 가브리엘이 성장한 집을 원작으로 한 것이다. 이 그룹은 처음에 화이트헤드의 그림을 보았을 때, 이 그림이 충분히 낡지 않아 보였다고 말했으며, 그래서 그는 이 그림을 19세기의 골동품처럼 보이게 만들었던 꿀로 더럽혔다. 원래 발매되었을 때, 그 커버는 몇몇 사람들에게 충격을 주었는데, 그 위에 잘려진 머리 때문이었다.
안쪽의 소매는 오래된 사진첩과 흡사했으며, 각 노래마다 삽화 그림과 함께 패널이 달려 있었다. 화이트헤드는 후에 《Nursery Cryme》의 디자인을 제네시스를 위해 만든 세 작품 중 가장 좋아하는 것으로 선정했다. "음악과 아주 잘 어울릴 뿐이죠. 딱 맞아요. 그것은 올바른 색깔이고, 올바른 느낌입니다."

## 곡 목록
모든 곡들은 토니 뱅크스, 필 콜린스, 피터 가브리엘, 스티브 해킷 그리고 마이크 러더퍼드가 작사/작곡하였다.
| #  | 제목                                | 재생 시간 |
| -- | ----------------------------------- | --------- |
| 1. | 〈The Musical Box〉                 | 10:25     |
| 2. | 〈For Absent Friends〉              | 1:48      |
| 3. | 〈The Return of the Giant Hogweed〉 | 8:09      |

| #  | 제목                         | 재생 시간 |
| -- | ---------------------------- | --------- |
| 1. | 〈Seven Stones〉             | 5:08      |
| 2. | 〈Harold the Barrel〉        | 3:01      |
| 3. | 〈Harlequin〉                | 2:56      |
| 4. | 〈The Fountain of Salmacis〉 | 8:02      |

## 인증
| 국가                                                  | 인증 | 판매량/출하량 |
| ----------------------------------------------------- | ---- | ------------- |
| 프랑스 (SNEP)                                         | 골드 | 100,000*      |
| 영국 (BPI)                                            | 실버 | 60,000^       |
| *판매량을 기반으로 한 인증 ^출하량을 기반으로 한 인증 |      |               |